# 大屋瑶族乡
大屋瑶族乡，是中华人民共和国湖南省邵陽市洞口县下辖的一个乡镇级行政单位。

## 行政区划
大屋瑶族乡下辖以下地区：
大屋村、马洞村、云山村、岩龙村、勒马村、和木村、坪江村、栗树村、大宇坪村、檀木村和半江村。